# 佛密諾斯
在托爾金（J. R. R. Tolkien）的小說裡，佛密諾斯（Formenos，意思為「北方的要塞」），是一座由費諾(Fëanor)與他的兒子們在維林諾北方修築的堡壘。此地在費諾被驅逐出提理安後建成。大量諾多族精靈，包括其最高君王芬威(Finwë)，一同隨著被流放的費諾搬到此地。
佛密諾斯是費諾的藏寶庫，包括他所打造的三枚精靈寶鑽也藏於此地。同時佛密諾斯也是一座大要塞及武器庫，是少數維林諾之中藏有武器的地方。在雙聖樹被破壞後，米爾寇(Melkor)在這裡殺死了芬威，並奪去了費諾收藏的寶物，以及精靈寶鑽。